# Sexuellt överförbar infektion
Könssjukdomar, sexuellt överförbara sjukdomar/infektioner eller veneriska sjukdomar (efter kärleksgudinnan Venus), är infektioner eller sjukdomar som smittar genom sexuellt umgänge. Detta innefattar både sjukdomar som drabbar könsorganen och sådana som inte gör det. Vissa könssjukdomar kan också överföras via blod eller bröstmjölk. 

## Smitta
Könssjukdomar kan spridas via parasiter, bakterier eller virus. Vanligast är dock bakteriella sexuellt överförbara sjukdomar som till exempel klamydia. Det är också vanligt att man drabbas av könssjukdomar som smittas genom en virusinfektion såsom könsherpes och kondylom. Man kan vara bärare av en infektion utan att uppleva symptom eller sjukdom.
Könssjukdomar kan spridas genom vaginala, orala och anala samlag, genom nålstick och från mor till barn under graviditet och födsel. Risken för att smittas vid sexuell kontakt minskar vid användning av kondom eller så kallad slicklapp. De vanligaste könssjukdomarna att överföras vid vaginala, orala eller anala samlag är i stort sett de samma; risken för infektion ökar dock vid analsex.

## Betydelse
I den svenska smittskyddslagen ingår drygt 60 olika sjukdomar, varav 30 st klassificeras som allmänfarliga. Bland de könssjukdomar som klassas som allmänfarliga sjukdomar återfinns bland andra HIV, gonorré, syfilis och klamydia.
Sexuellt överförbara sjukdomar rankas bland de 10 främsta orsakerna till obehagliga sjukdomar som drabbar unga män i utvecklingsländer och är den näst vanligaste orsaken till obehagliga sjukdomar hos unga vuxna kvinnor. Trots att unga vuxna mellan 15 och 24 års ålder endast utgör 25 procent av den sexuellt aktiva befolkningen i världen, representerar denna grupp nästan hälften av alla nya fall av könssjukdomar.

## Sjukdomar och orsakande organism
Bakterier
- Syfilis (Treponema pallidum)
- Gonorré (Neisseria gonorrhoeae)
- Klamydiainfektion (Chlamydia trachomatis)
- Mjuk schanker (Haemophilus ducreyi)
- (Granuloma inguinale eller Calymmatobacterium granulomatis)
- Venerisk lymfogranulom (LGV) (Chlamydia trachomatis serotyp L1, L2, L3.)
- (Ureaplasma urealyticum eller Mycoplasma hominis)
- Mycoplasma genitalium

Virus
- Herpes /HSV (Herpes simplex virus)
- Human Immunodeficiency Virus (HIV/AIDS)
- Kondylom Humana papillomavirus (HPV)
- Hepatit A
- Hepatit B
- HTLV

Parasiter
- Flatlus (Phthirius pubis)
- Skabb (Sarcoptes scabiei)

Protozoer
- (Entamoeba histolytica)
- (Giardia lamblia)
- Trikomonaskolpit (Trichomonas vaginalis)